# Valerie Solanasová
Valerie Jean Solanasová (9. dubna 1936 Ventnor City, New Jersey – 25. dubna 1988 San Francisco, Kalifornie) byla americká spisovatelka.
Po rozvodu svých rodičů se přestěhovala do Washingtonu. Později utekla z domova a časem se dostala na universitu University of Maryland v College Parku. Když se přestěhovala do New Yorku, začala pracovat na svém manifestu SCUM, který poprvé publikovala v říjnu 1967 a ve kterém vyzývá ženy, aby „svrhly vládu, odstranily systém peněz, zavedly úplnou automatizaci a eliminovaly mužské pohlaví“. Rovněž napsala divadelní hru Up Your Ass.
V roce 1967 se poprvé setkala s Andy Warholem, kdy hrála v jeho filmu I, a Man. O několik měsíců později dne 3. června 1968 se pokusila Warhola zastřelit. Za svůj čin dostala tři roky vězení, jeden si však již odseděla během čekání na soud. Byla propuštěna v srpnu 1971, ale hned v listopadu byla kvůli výhrůžným dopisům opět zavřena. V roce 1973 byla převezena do psychiatrické léčebny. Zemřela v dubnu 1988, několik měsíců po Warholově smrti.
V roce 1996 o ní kanadská režisérka Mary Harronová natočila film Střelila jsem Andyho Warhola, její roli zde ztvárnila Lili Taylorová.